# المجموعة الفردانية N
المجموعة الفردانية N أو N-M231 أو السُّلالة N، هي مجموعة فردانيَّة بشريَّة ذكوريَّة يتم تحديدها من خلال وجود طفرتها المُحددة M231.
تتواجد السُّلالة N بشكل شائع عند الذكور القادمين من شمال أوراسيا. وقد لوحظ أيضًا بترددات أقل في السكان الأصليين في مناطق أخرى، بما في ذلك أجزاء من البلقان وآسيا الوسطى وشرق آسيا وجنوب شرق آسيا.
ومع ذلك، تم العثور على السُّلاة المُباشرة فقط في السكان الأصليين للصين وكمبوديا. بينما تم العثور على فئاتها الفرعية ضمن مستويات منخفضة في جنوب شرق آسيا وجزر المحيط الهادئ وجنوب غرب آسيا ودول البلقان. وتظهر إلى أنها نشأت في شرق آسيا أو جنوب شرق آسيا.

## الأصول

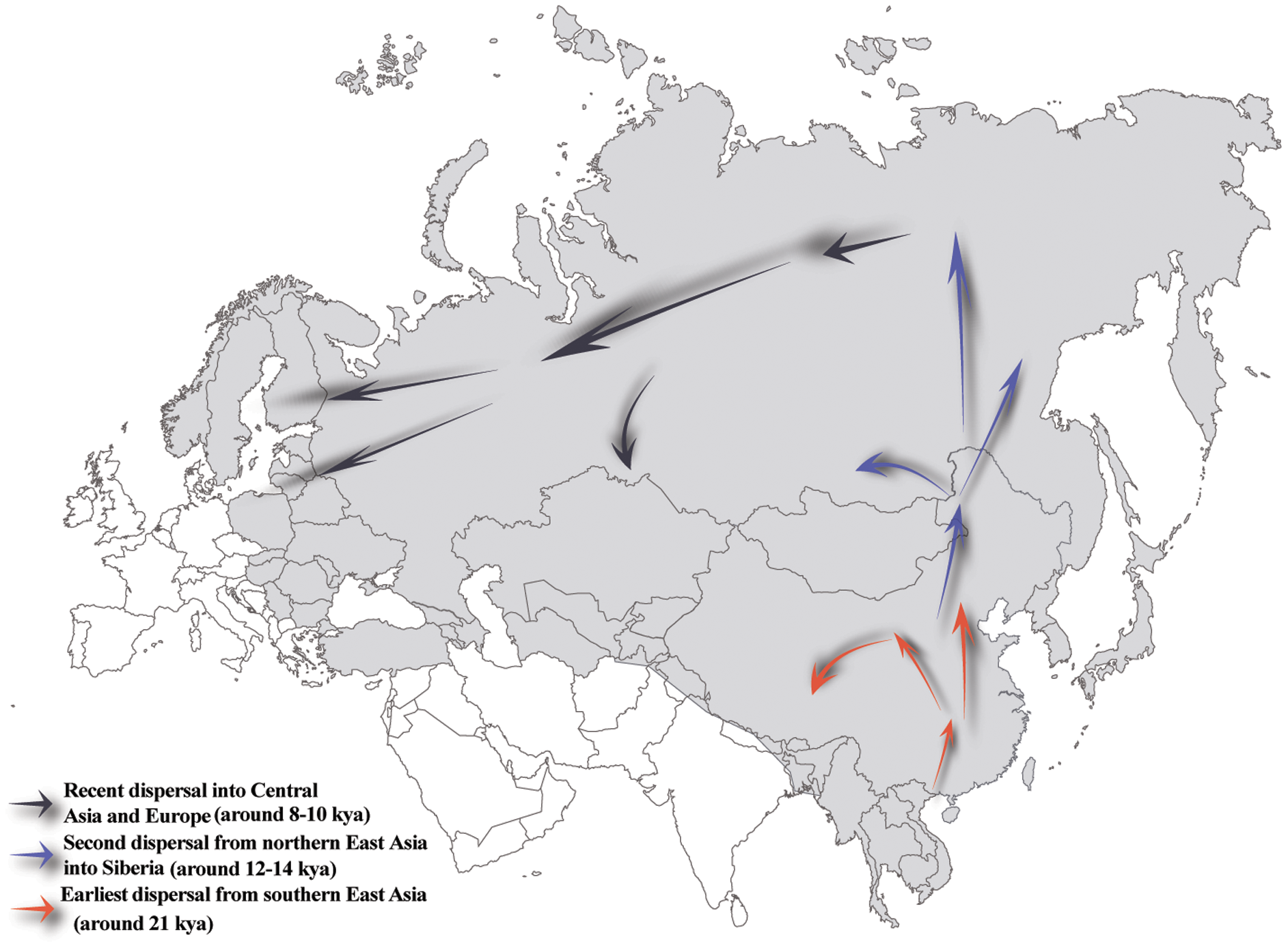
طرق الهجرة المقدرة في عصور ما قبل التاريخ للسُّلالة N.

تشير التقديرات إلى أن السُّلالة N كانت موجودة منذ حوالي 36,800 إلى 44,700 سنة.

## توزيع

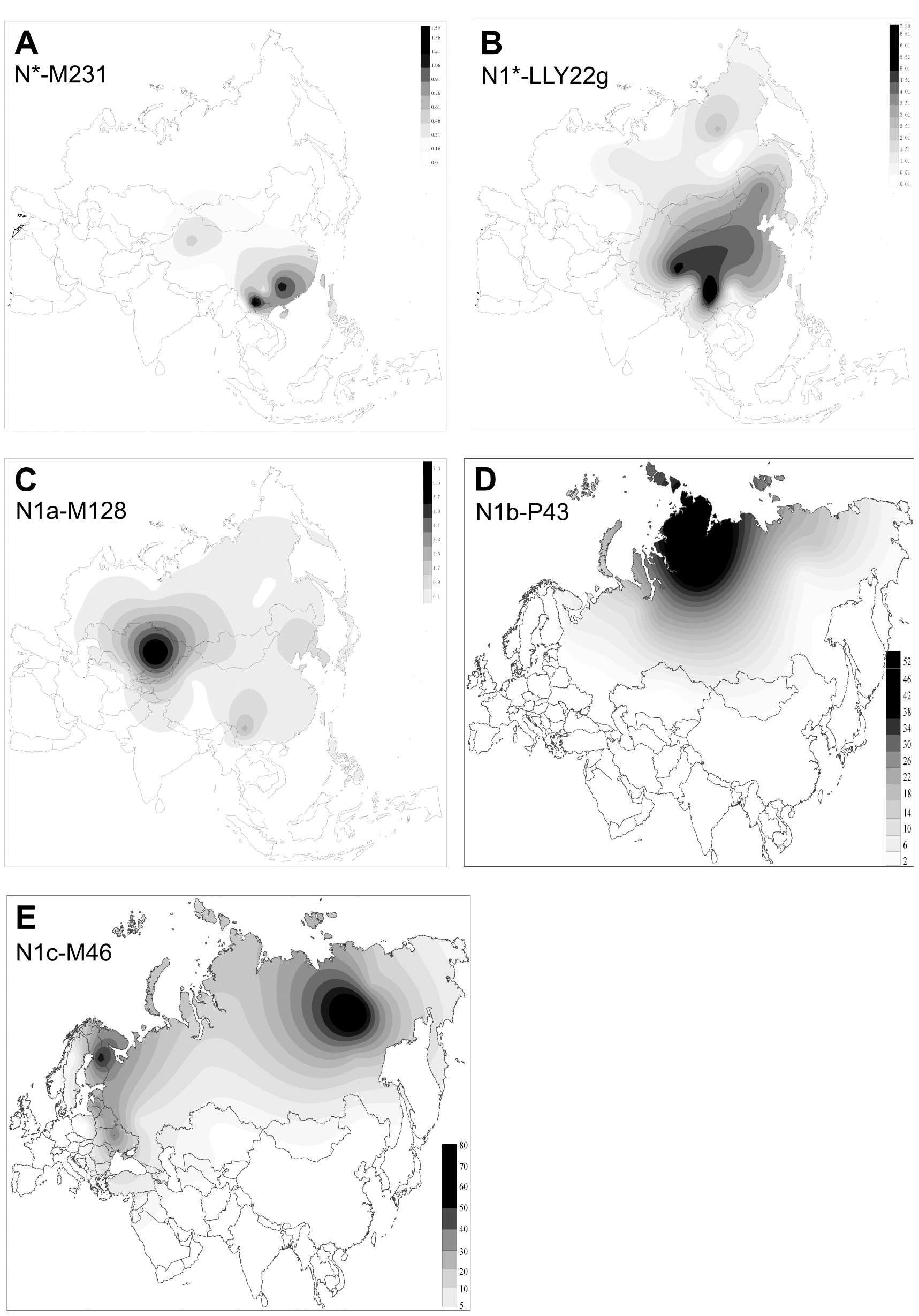
التوزيعات المتوقعة للسُّلالات المُتفرعة من المجموعة الفردانيَّة N. (أ) N*-M231، (B) N1*-LLY22g، (C) N1a-M128، (D) N1b-P43، (E) N1c-M46.

لقد تم العثور على المُنتمين إلى السُّلالة N بأكبر قدر من التردد بين الشعوب الأصلية في روسيا، بما في ذلك الشعوب الفنلندية، وماري ، والأدمرت ، وكومي ، وخانتي ، ومنسي ، ونينيتس، ونجاناسان، والشعوب التركية مثل (الياكوت، دولغانز، خاكاسيس، توفان، التتار، التشوفاش، إلخ.) والبوريات، والشعوب التونغوسية (مثل الإيفينكيون، والإيفينيون، والنيجيديون ، والنانايون وغيرهم)، واليوكاغيريون ، واللورافيتلان (تشوكشيس، والكورياك)، والإسكيمو السيبيريون، ولكن بعض الفئات الفرعية شائعة جدًا في فنلندا وإستونيا ولاتفيا وليتوانيا، وغيرها من الفئات الفرعية الأخرى. تم العثور عليها بتردد منخفض في الصين (يي، وناكسي، ولوبا، وهان الصينية وغيرهم). خاصة بين الشعوب العرقية الفنلندية والشعوب الناطقة بلغة البلطيق في شمال أوروبا، والشعوب الناطقة بالأوب الأوغرية والسامويد الشمالية في غرب سيبيريا، والشعوب الناطقة بالتركية في روسيا (وخاصة الياكوت، ولكن أيضًا الألتايون والشورز والخاكا والتشوفاش والتتار والبشكير). ينتمي جميع أعضاء السُّلالة N تقريبًا بين هؤلاء السكان في شمال أوراسيا إلى فئاتها الفرعيَّة إما للمجموعة الفردانية N-Tat أو المجموعة الفردانية N-P43.

## روابط خارجية
- انتشار المجموعة الفردانية N، من مشروع جينوغرافيك، ناشيونال جيوغرافيك
- مشروع N شمال أوراسيا في فاميلي تري
- مشروع N في فاميلي تري
- مشروع N1c1 في فاميلي تري
- انتشار الكروموسوم الصبغي الواي للسُّلالة N من جنوب سيبيريا إلى أوروبا
- مشروع الحمض النووي لسلالة روريكيد في فاميلي تري
- مشروع الجينوم لطبقة النبلاء الروس في فاميلي تري